# Ghetto youth
Ghetto youth is een lied van de Nederlandse rapper Frenna. Het werd in 2019 als single uitgebracht en stond in 2020 als tiende track op het album 't Album onderweg naar 'Het album'. 

## Achtergrond
Ghetto youth is geschreven door Francis Junior Edusei en Tevin Irvin Plaate en geproduceerd door Spanker. Het is een nummer uit het genre nederhop met effecten uit de dancehall. In het lied rapt de artiest over zijn leven, zijn succes en waar hij vandaan komt; de getto. Het is een nummer waar de Nederlandse taal dikwijls wordt afgewisseld met de Engelse taal. Voor de muziekvideo zijn beelden in de stad Dar es Salaam in Tanzania opgenomen. De single heeft in Nederland de gouden status.

## Hitnoteringen
De rapper had succes met het lied in de hitlijsten van Nederland. Het piekte op de 22e plaats van de Single Top 100 en stond negen weken in deze hitlijst. De Top 40 werd niet bereikt; het lied bleef steken op de vijftiende plaats van de Tipparade. 